# Pandanus aldabraensis
Pandanus aldabraensis är en enhjärtbladig växtart som beskrevs av Harold St.John. Pandanus aldabraensis ingår i släktet Pandanus och familjen Pandanaceae. IUCN kategoriserar arten globalt som sårbar.
Artens utbredningsområde är Aldabra. Inga underarter finns listade.